# Краснов, Владимир Павлович (Герой Социалистического Труда)
Владимир Павлович Краснов (3 ноября 1924, гор. Ульяновск — 16 мая 2001, там же) — советский хозяйственный, государственный и политический деятель, Герой Социалистического Труда, лауреат Государственной премии СССР (1978).

## Биография

Проходная завода АО «Комета».

Родился 3 ноября 1924 года в Ульяновске.
Окончив в 1941 году среднюю школу № 3 (ныне Мариинская гимназия), работал фрезеровщиком на приборостроительном заводе (1941—1944), в 1950 году окончил Казанский авиационный институт, работал технологом завода № 280, секретарем Ленинского РК ВЛКСМ, ГК ВЛКСМ (1952—1957), инструктором промышленного отдела обкома КПСС (1957—1961), зам. главного технолога приборостроительного завода (1961—1967), директором Мелекесского автоагрегатного завода (ныне ДААЗ) (1967), генеральным директором завода вычислительных машин и приборостроения «Комета» (1967—1993).

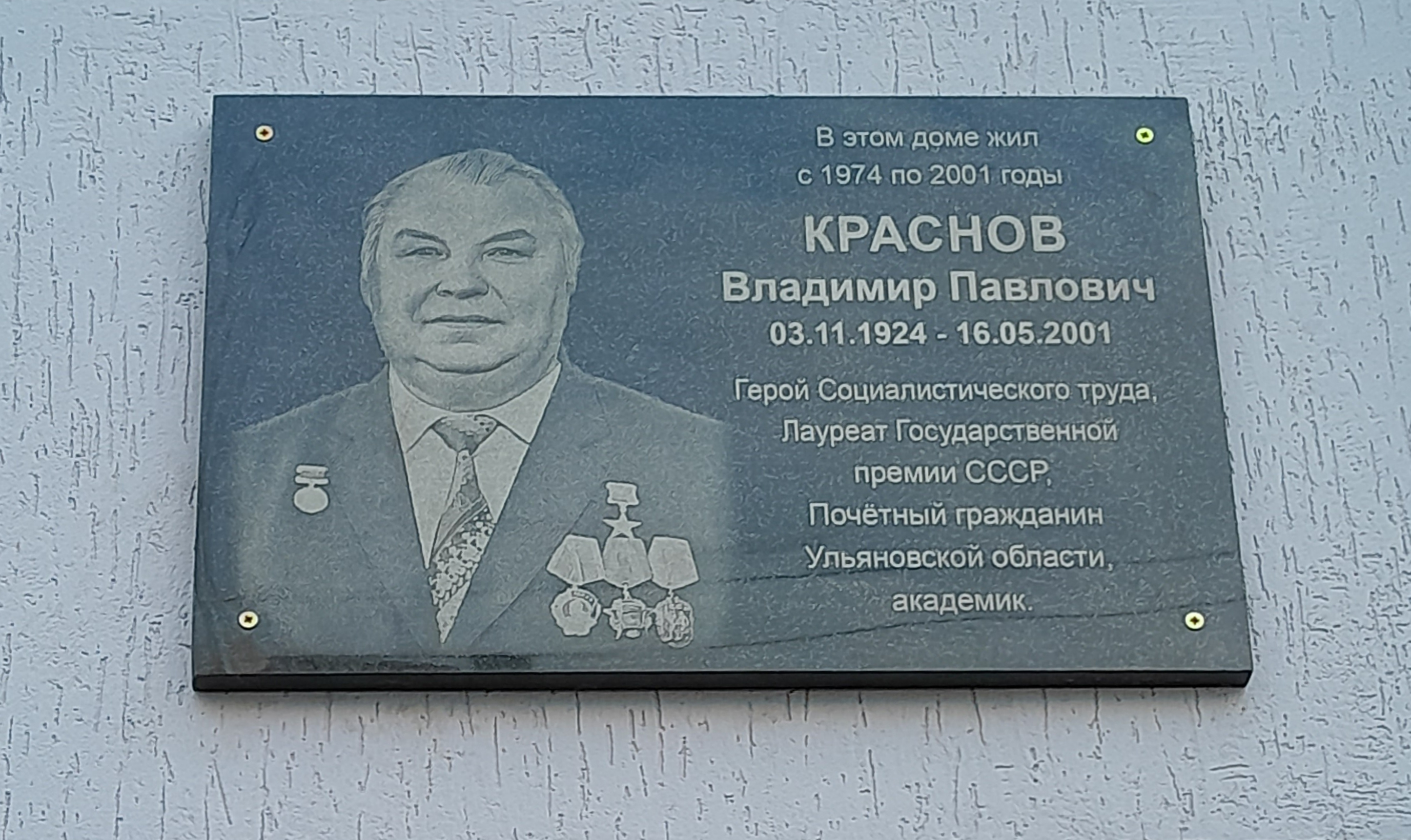
Мемориальная доска В. П. Краснову, на доме, где он жил.

В 1980 году защитил кандидатскую диссертацию (при Казанском авиационном училище). В 1993 году — действительный член Академии транспорта России.
Научная и практическая работа Краснова связана с созданием опытных образцов и серийных изделий автоматизированных систем управления огнём, навигацией, гидроакустикой, систем океанологических исследований. Владимир Павлович — участник создания трёх поколений электронно-вычислительной техники, автор 42 печатных работ (9 монографий, учебных пособий, 16 методических пособий, 9 научных статей в центральных изданиях, 8 авторских свидетельств на изобретения). В 1996 году его имя занесено в Золотую книгу почёта области, присвоено звание Почётного гражданина области.
Скончался 16 мая 2001 года в Ульяновске, похоронен на Северном кладбище.

## Награды
За заслуги в создании новой специальной техники Указом Президиума Верховного Совета СССР от 02.02.1984 года Краснову В. П. присвоено звание Героя Социалистического Труда.
Краснов Владимир Павлович награждён орденами:
- орден Ленина (02.02.1984),
- орден Октябрьской Революции (04.12.1974),
- орден «Знак Почёта» (06.04.1970),
- медаль «В ознаменование 100-летия со дня рождения Владимира Ильича Ленина», а также четырьмя медалями ВДНХ СССР.
- Лауреат Государственной премии СССР (1978).
- Занесён в Золотую книгу Почёта Ульяновской области в 1996 году[3].

## Память
- На проходной завода «Комета», где Владимир Павлович проработал с 1967 по 1993 год и на доме где он жил установлены мемориальные доски[4].